# NGC 1523
NGC 1523 (другое обозначение — ESO 156-**39) — группа звёзд в созвездии Золотая Рыба.
Этот объект входит в число перечисленных в оригинальной редакции «Нового общего каталога».
Джон Гершель наблюдал объект лишь одну ночь, поэтому описание NGC 1523, данное им, является очень скудным, но определённые координаты довольно точные. На первый взгляд может показаться, что NGC 1523 содержит только четыре звезды, однако по крайней мере две из них, по-видимому, на самом деле являются системой из нескольких более слабых звёзд, которые выглядят на небе как  одна, поэтому NGC 1523 на самом деле состоит по меньшей мере из шести звёзд.